# Fédération Algérienne de Basket-Ball
Der Algerische Basketballverband ist der offizielle Basketball-Verband in Algerien.

## Geschichte und Aufgaben
Der Verband wurde am 17. November 1962 gegründet und hat seinen Sitz in Algier. Der Verband ist seit 1963 Mitglied der Fédération Internationale de Basketball (FIBA). Präsident des Verbandes ist zur Zeit Rabah Bouarifi. Der Verband ist für die Algerische Basketballnationalmannschaft der Herren und die Algerische Basketballnationalmannschaft der Damen verantwortlich. 

## Fakten zum Basketball in Algerien
| Kriterium                                    | Anzahl | Beleg/Quelle               |
| -------------------------------------------- | ------ | -------------------------- |
| Registrierte Vereine                         | 151    | FIBA Mediaguide 2012 (pdf) |
| Lizenzierte weibliche Basketballspielerinnen | 4.115  | FIBA Mediaguide 2012 (pdf) |
| Lizenzierte männliche Basketballspieler      | 12.098 | FIBA Mediaguide 2012 (pdf) |
| Unlizenzierte Basketballspieler/innen        | 1.500  | FIBA Mediaguide 2012 (pdf) |

## Basketballnationaltrainer des Verbandes (Auswahl)
- Faid Bilal
- Dragutin Čermak

## Basketballfunktionäre des Verbandes (Auswahl)

### Liste von Präsidenten
| Name                | von  | bis   | Beleg                          |
| ------------------- | ---- | ----- | ------------------------------ |
| Rabah Bouarifi      |      | heute | und FIBA Mediaguide 2012 (pdf) |
| Boualem Chachoua    | 1998 |       |                                |
| Ali Slimani         |      |       |                                |
| Nasser Chiali       | 1992 |       |                                |
| Rézkane Abdelmadjid | 1989 |       |                                |
| Agar Mohamed        | 1989 | 1989  |                                |
| Mimouni Said        | 1988 | 1989  |                                |
| Rézkane Abdelmadjid | 1986 | 1988  |                                |
| Amoura Ali          | 1982 | 1986  |                                |
| Si Hassen Djelloul  | 1980 | 1982  |                                |
| Amrouche Renie      | 1977 | 1980  |                                |
| Bouayad Agha        | 1976 | 1977  |                                |
| Amoura Ali          | 1972 | 1975  |                                |
| Bayou Said          | 1968 | 1972  |                                |
| Zani Abderrazak     | 1964 | 1968  |                                |
| Cherifi             | 1962 | 1964  |                                |

### Liste von Vizepräsidenten
| Name       | von | bis | Beleg |
| ---------- | --- | --- | ----- |
| M. Fellahi |     |     | [ 1 ] |

### Liste von Generalsekretären
| Name               | von | bis | Beleg                          |
| ------------------ | --- | --- | ------------------------------ |
| Abdelkrim Medjhoum |     |     | und FIBA Mediaguide 2012 (pdf) |